# یورش منطقه ۵۱
یورش منطقه ۵۱: آن‌ها نمی‌توانند همه ما را متوقف کنند (به انگلیسی: Storm Area 51, They Can't Stop All of Us)، که با عنوان طوفان منطقه ۵۱ نیز شناخته می‌شود، یک رویداد فیس‌بوکی و چند جشنواره موسیقی در آمریکا بود که در ۲۰ سپتامبر ۲۰۱۹، در بیابان‌های حاشیهٔ تأسیسات نیروی هوایی ایالات متحده (USAF) ملقب به منطقه ۵۱ در محدوده آزمایش و آموزش نوادا برگزار شد. این رویداد، توسط مَتی رابرتز در ۲۷ ژوئن ۲۰۱۹ ایجاد شد و شامل حمله به منطقهٔ ۵۱ در جستجوی زیست فرازمینی بود که ممکن است شواهدی از آن بر اساس تئوری‌های توطئه در داخل آن منطقه مخفی شده باشد. بیش از ۲ میلیون نفر در صفحه این رویداد به «رفتن» و ۱٫۵ میلیون «علاقه‌مند» پاسخ دادند، که متعاقباً واکنش گسترده رسانه‌ای را به دنبال داشت و باعث شد این رویداد به یک میم اینترنتی تبدیل شود. رابرتز بعداً اظهار داشت که اهداف وی برای این رویداد فقط یک شوخی بوده است و در صورت تلاش واقعی برای یورش به پایگاه نظامی، مسئولیت هرگونه تلفات را از خود سلب کرد.
گزارش شده است که فقط در حدود ۱۵۰ نفر در روز این رویداد، در ورودی منطقه ۵۱ حاضر شده‌اند و هیچ‌کدام موفق به ورود به پایگاه نشده‌اند. دو جشنوارهٔ موسیقی همزمان با این رویداد برنامه‌ریزی شده بود: رویداد ایلین‌استاک در ریچل و یورش به کمپ مرکزی منطقه ۵۱ در هیکو.
به گفتهٔ مسئولان ایالتی و محلی در نوادا، حدود ۱۵۰۰ نفر در این جشنواره‌ها شرکت کردند. سخنگوی نیروی هوایی آمریکا، گریسی مانوک اظهار داشت که مقامات دولتی در جریان این رویداد قرار گرفته‌اند و مردم را از تلاش برای ورود به اموال نظامی منصرف کرده‌اند. مجریان قانون در نوادا همچنین به شرکت‌کنندگان احتمالی این رویداد، در مورد تجاوز به منطقه هشدار دادند. این رویداد بر مشاغل محلی در نوادا و مناطق اطراف که تأمین‌کنندهٔ محصولاتی برای بازدیدکنندگان و شرکت‌کنندگان بودند، تأثیر داشت.

## زمینه
از دهه ۱۹۵۰ که برخی از افراد، اشیاء ناشناس پرنده را در این پایگاه مشاهده کردند، منطقه ۵۱ مورد نظریه‌های توطئه در مورد حضور موجودات فرازمینی قرار گرفته است. اندکی بعد ارتش آمریکا آزمایش و عملیات هواپیماهای جاسوسی سیا را در منطقه آغاز کرد. در سال۲۰۱۳، سیا اسناد مربوط به منطقه ۵۱ را فاش و تأیید کرده است. نظریه‌پردازان توطئه معتقدند که اطلاعات مربوط به «اشیاء خارجی» یا اسرار مربوط به بیگانگان در منطقه ۵۱ ذخیره شده است.پنتاگون در ژوئن ۲۰۱۹ خلاصه‌ای از اشیاء ناشناسی را که خلبانان نیروی دریایی با آن‌ها روبرو شده‌اند را در کنگره ارائه داد و دونالد ترامپ رئیس‌جمهور آمریکا در مورد «بشقاب پرنده‌ها» توضیحاتی ارائه داد.

## فیس بوک
جوانی آمریکایی به نام ماتی رابرتز این رویداد را در ۲۷ ژوئن در فیس بوک به عنوان "شوخی" ایجاد کرد و طبق آنچه بعداً به برخی از رسانه‌ها گفت، تصور نمی‌کند که به این روش گسترش یابد. رابرتز رویدادی را که او و دیگران قصد حمله به منطقه ۵۱ را داشتند - معروف به رازداری آن - در ۲۰ سپتامبر ۲۰۱۹ از ساعت ۳ صبح تا ۶صبح به وقت اقیانوس آرام توصیف کرد، و سپس پستی را منتشر کرد که در آن نوشت: "اگر ما موفق شویم باً سرعت ناروتو "بدویم - نشانه ای از سبک دویدن منحصر به فرد ناروتو اوزاماکی در انیمه ناروتو و بسیاری از شخصیت‌های دیگر که بازوهایشان را در پشت آنها می‌دوند - ما قادر خواهیم بود سریعتر از گلوله‌های آنها حرکت کنیم. '
رابرتز گفت: این رویداد فیس بوک در سه روز اول راه اندازی خود حدود ۴۰ امضا را جمع‌آوری کرد تا اینکه بعداً منتشر شد و بعد از آن در سیستم عامل‌های دیگر مانند تیک تاک، ردیت و اینستاگرام به اشتراک گذاشته شد. صفحات فیس بوک با این رویداد پر شده و هزاران پست هجوآمیز در این زمینه ارسال شده است، در برخی از آنها بهترین راه برای ورود به منطقه ۵۱ بحث شده است. رابرتز نگران بود که بخاطر آنچه انجام داده توسط اداره تحقیقات فدرال با او تماس گرفته شود. این رویداد - همیشه در فیس بوک - ۲ میلیون امضا دریافت کرد و ۱٫۵ میلیون نفر اعلام کردند که از ۲ اوت علاقه‌مند هستند. از آن به بعد؛ رابرتز برنامه‌هایی برای سازماندهی یک جشنواره موسیقی بر اساس این رویداد تنظیم کرد.
این رویداد باعث الهام بخشیدن به تعداد دیگری از پیشگامان فیس بوک شد که شروع به ایجاد رویدادهای مشابه در فیس بوک کردند مانند برنامه طوفان «طاق مخفی» در کلیسای مقدس مسیحیان، کلیسای عیسی مسیح قدیسان آخرالزمان، برنامه دیگری برای نفوذ به لخ نس و حتی برنامه سوم برای بازدید از مثلث برمودا. در هلند؛ رویدادی در سایت برای کسانی که خواستار یورش به شعبه ای از وزارت آموزش و پرورش در اعتراض به وام‌های دانشجویی هستند، به‌وجود آمده است.

## پاسخ دولت
تا ۱۰ ژوئیه لورا مک دونالد، سخنگوی نیروی هوایی ایالات متحده، در گفتگو با واشینگتن پست، گفت که مقامات از این واقعه مطلع بوده و سپس توضیح دادند: "منطقه ۵۱ یک گروه آموزشی باز برای نیروی هوایی ایالات متحده است و ما کسی را به حمله به آن تشویق نمی‌کنیم"، افزود: "نیروی هوایی ایالات متحده همیشه آماده حفاظت از آمریکا است، و دارایی آن " یک منبع دیگر در پایگاه نیروی هوایی نلیس گفت که «هرگونه تلاش برای رسیدن غیرقانونی به منطقه خنثی می‌شود.»در همین زمینه؛ برخی از رسانه‌ها گزارش دادند که اداره تحقیقات فدرال نظارت بر برخی از مردم را که عزادار طوفان منطقه بودند آغاز کرده است. وقایع پیرامون طوفان منطقه، اداره هواپیمایی فدرال را بر آن داشت تا محدودیت‌های موقت پرواز را اعمال کند، زیرا اعلام کرد قصد دارد فضای هوایی را بیش از دو مکان در نزدیکی منطقه ۵۱ طی «روزهای طوفانی» ببندد.

## تأثیرات

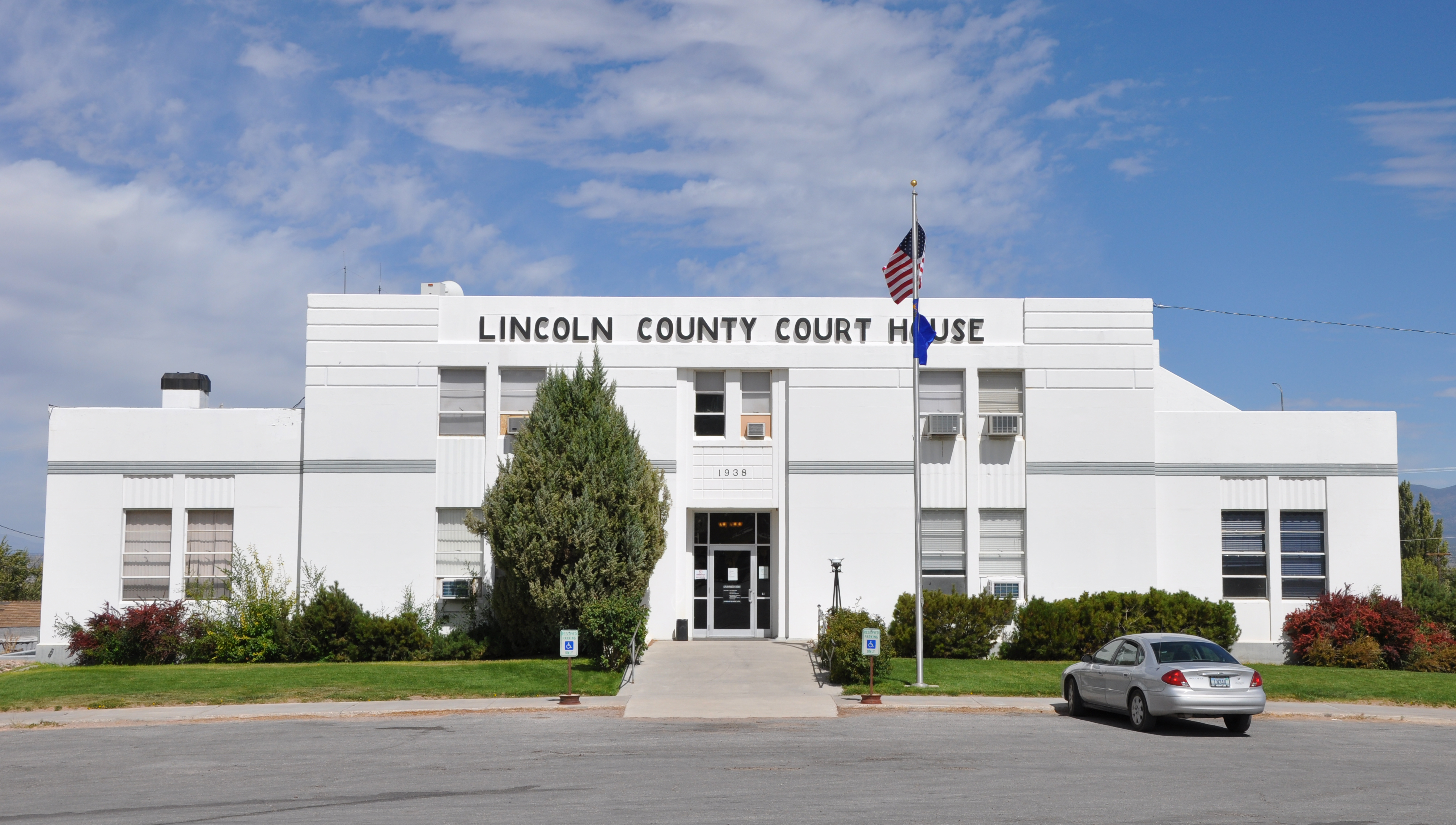
دادگاهی در شهرستان لینکلن، نوادا، در ایالات متحده. Pioche مقر شهرستان است.

### شهرستان لینکلن
تا اوت ۲۰۱۹؛ مقامات شهرستان لینکلن برای آماده‌سازی برای استقبال از بیش از ۴۰٬۰۰۰ نفر، اعلامیه اضطراری و طرح جمع‌آوری منابع را با شهرستانهای همسایه تهیه کرده‌اند. در اینجا لازم است ذکر شود که این منطقه تنها شامل ۱۸۴ اتاق هتل است. مقامات انتظار دارند شبکه تلفن همراه محلی نتواند از پس ترافیک اضافی برآید و از ازدحام بیش از حد در اردوگاه‌ها، پمپ بنزین‌ها و مراکز درمانی عمومی ابراز نگرانی کرده‌اند. رئیس شهرستان کری لی اظهار داشت که ۳۰۰ نفر بهیار دیگر و ۱۵۰ افسر پلیس از سراسر نوادا برای مقابله با ورود بالقوه برای بازدید از منطقه ۵۱ وارد خواهند شد.
شهر کوچک ریچل با هشدار در وب سایت خود به شرکت کنندگان توصیه کرد "جوگیر نشوند!" باشند، بتوانند مسافت زیادی را پیاده‌روی کنند، بتوانند خود را با یک محیط سخت کویری وفق دهند و یک ماشین برای حرکت داشته باشند. مقامات محلی این شهر همچنین در همان بیانیه گفتند که راشل احتمالاً قادر به تأمین غذا، آب یا گاز کافی برای بازدیدکنندگان نخواهد بود و سپس به مردم محلی هشدار داد که آماده کنند تا با تعداد زیادی از بازدیدکنندگان بالقوه مقابله کنند.

### تجارت
صاحبان مشاغل در ریچل و اطراف آن آماده شده‌اند تا از بازدیدکنندگانی که می‌خواهند به منطقه ۵۱ بروند استقبال کنند، زیرا برخی از صاحبان هتل‌های کوچک اقامتگاه‌های خود را گسترش داده و اتاق‌های جدیدی اضافه کرده‌اند. برخی از بازرگانان در لاس وگاس از استخدام گروه‌های موسیقی برای شرکت در جشن خبر دادند، در حالی که ماتی رابرتز ابراز تمایل کرد که یک جشنواره موسیقی در خارج از منطقه ۵۱ برگزار کند. از طرف دیگر؛ رسانه‌های محلی به نقل از یک مالک فروشگاه در بولدر سیتی گفتند که اگرچه فروشگاه ۱۷۰ مایل از منطقه ۵۱ فاصله دارد، اما از زمان اعلام برنامه حمله به «منطقه مخفی» تعداد بازدید کنندگان آن به تدریج افزایش یافته است.
شرکتهای دیگر در سراسر ایالات متحده به تبلیغ و بازاریابی محصولات و خدمات خود در رابطه با این رویداد اعتماد کردند، زیرا برخی از شرکتها مجموعه کالاهای مربوط به این رویداد را راه اندازی کردند، در حالی که برخی دیگر به صورت آنلاین فروخته می‌شدند.

## جسارت‌های وابسته
- منطقه ۵۱